# Veronica Franco
Veronica Franco (1546, Venècia – 22 de juliol de 1591, Venècia) fou una cortesana d'una gran bellesa i una rellevant escriptora del Renaixement. Molts poetes i pintors li van dedicar alguna de les seves obres com Tintoretto, que la va retratar en diverses ocasions com la dama que descobreix la sina.

## Biografia
Veronica era filla de Francesco Maria Franco, un venecià de classe mitjana, i de Paola Fracassa, una cortesana que, en casar-se va deixar el seu ofici. La mort prematura del pare va fer que Paola hagués de tornar al seu antic ofici i probablement va ser ella qui va iniciar-hi la seva filla gran, Veronica. Abans d'això però, Paola havia intentat donar-li a la seva filla una vida honorable i, per això, havia concertat un matrimoni quan Veronica comptava amb tan sols setze anys amb Paolo Panizza, un metge aficionat al joc i a la beguda que només li va portar insatisfaccions. En un gest gens usual a l'època, Veronica va deixar el seu marit i li va reclamar la seva dot el 1564, ja embarassada del seu primer fill.
Un cop separada del seu marit va estudiar molt i va aprendre formes i usos socials, convertint-se aviat en una cortegiane oneste, que eren cortesanes que tenien un gran nivell cultural i una altíssima reputació com a dames de companyia i que, entre d'altres, tenien el privilegi de poder escollir els seus amants. Així, l'estiu de 1574, quan Enric de Valois va visitar Venècia, va recórrer als seus serveis.
En aquesta època Franco ja havia iniciat la seva carrera literària de la mà del seu amic Domenico Venieri. Aquest comptava amb dos nebots, Marco i Maffeo, amb qui Veronica tenia relacions però, mentre que el primer va ser l'amor de la seva vida, el segon es va convertir en un gran enemic des del moment en què l'hi va dedicar uns versos ofensius amb el títol: Verónica, vera unica puttana (Veronica, l'única i veritable puta). Enlloc de donar-se per ofesa, va reptar a Maffeo a un duel poètic en dialecte venecià del que va sortir clarament guanyadora.
L'any 1580, Rodolfo Vannitelli va denunciar Veronica a la Inquisició acusant-la de manca de zel religiós i pràctica de bruixeria. Tot i les seves excel·lents relacions amb la cúria veneciana, va ser empresonada a la presó de La Sereníssima. Tot i que va ser absolta va perdre gairebé tots els seus bens i dels seus últims anys ben poca cosa és coneguda. Una de les últimes noticies que es tenen de la seva vida és que va mediar davant les autoritats venecianes per aconseguir la creació d'un asil on acollir cortesanes malaltes o velles, o ensenyar un ofici a aquelles que volguessin deixar la professió.
El 22 de juliol de 1591 va morir de febres als quaranta cinc anys.

## Obra
Entre les seves obres de sonets, que trenquen una mica amb la tendència petrarquista del segle xvi, hi ha Lettere familiari e diversi (Cartes íntimes i variades), dedicat al cardenal Lluís d'Este, i Terze rime (Tretze rimes), de l'any 1573 i publicat l'any 1575, dedicat a Guglielmo, duc de Mantua i de Monferrato. L'any següent de la publicació de les Terze rime, va participar en l'antologia Rime di diversi eccellentissimi auttori nela morte dell ilustre Signore Estor Martinengo. La poesia de Veronica es considera més sincera que l'obra de Tullia d'Aragona.